# Golden Gala 2018
Golden Gala 2018 byl lehkoatletický mítink, který se konal 31. května 2018 v italském městě Řím. Byl součástí série mítinků Diamantová liga.

## Výsledky

### Muži
| Disciplína            | 1. místo                  | 2. místo                          | 3. místo                 |
| Běh na 100 m          | Ronnie Baker 9,93         | Jimmy Vicaut 10,02                | Filippo Tortu 10,04      |
| Běh na 400 m          | Fred Kerley 44,33         | Abdalelah Haroun 44,37            | Paul Dedewo 44,58        |
| Běh na 800 m          | Wycliffe Kinyamal 1:44,65 | Ferguson Cheruiyot Rotich 1:44,74 | Jonathan Kitilit 1:44,78 |
| Běh na 1500 m         | Timothy Cheruiyot 3:31,22 | Elijah Manangoi 3:33,79           | Samuel Tefera 3:34,84    |
| Běh na 400 m překážek | Abderrahman Samba 47,48   | Karsten Warholm 47,82             | Yasmani Copello 48,63    |
| Skok o tyči           | Sam Kendricks 584 cm      | Paweł Wojciechowski 578 cm        | Raphael Holzdeppe 562 cm |
| Skok daleký           | Luvo Manyonga 858 cm      | Juan Miguel Echevarría 853 cm     | Ruswahl Samaai 834 cm    |
| Hod diskem            | Fedrick Dacres 68,51 m    | Andrius Gudžius 68,17 m           | Ihsan Hadádí 65,93 m     |

### Ženy
| Disciplína             | 1. místo                            | 2. místo                            | 3. místo                     |
| Běh na 200 m           | Marie-Josée Ta Lou 22,49            | Ivet Lalovová 22,64                 | Mujinga Kambundjiová 22,76   |
| Běh na 100 m překážek  | Sharika Nelvis 12,76                | Danielle Williamsová 12,82          | Tobi Amusanová 12,86         |
| Běh na 3000 m překážek | Hyvin Kyiengová Jepkemoiová 9:04,96 | Celliphine Chepteek Chespol 9:05,14 | Norah Jeruto 9:07,17         |
| Skok vysoký            | Marija Lasickeneová 202 cm          | Mirela Demirevová 194 cm            | Elena Vallortigaraová 194 cm |
| Hod diskem             | Sandra Perkovićová 68,93 m          | Yaime Pérezová 66,62 m              | Denia Caballerová 63,48 m    |